# 1950年上海
|        | 上海历史 |
| 世紀： | 19世紀上海 \| 20世紀上海 \| 21世紀上海                                                                                     |
| 年代： | 1920年代上海 \| 1930年代上海 \| 1940年代上海 \| 1950年代上海 \| 1960年代上海 \| 1970年代上海 \| 1980年代上海               |
| 年份： | 1946年上海 \| 1947年上海 \| 1948年上海 \| 1949年上海 \| 1950年上海 \| 1951年上海 \| 1952年上海 \| 1953年上海 \| 1954年上海 |
| 紀年： | 庚寅年（虎年）、上海开埠107周年、上海设市23周年                                                                            |

## 主要官员

### 党委
- 市委书记：饶漱石→市委第一书记：陈毅

### 各界人民代表会议与协商委员会[註 1]
- （协商委员会）主席：陈毅

### 政府
- 市长：陈毅

### 法院
- 院长：汤镛→韩述之

### （党）纪委
- 书记：王尧山、王一平、郑平[註 2]

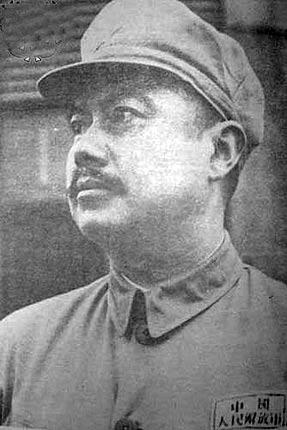
市委书记饶漱石
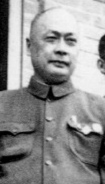
第一书记、市长、协商委员会主席陈毅

## 大事記

### 1月
- 1月5日，上海市血吸虫病防治委员会成立。
- 1月8日，全市常住1019488户、4993217人。15日人口校正工作结束，全市1015017户（市区831807户），4980992人（市区4141229）人。
- 1月9日，上海至广州旅客列车通车。上海至各地铁路运输基本恢复。
- 1月15日，中华民国空军飞机多次偷袭上海，市民死伤数百人。
- 1月24日，上海市政府颁布《上海市传染病报告暂行办法》。要求全市所有医疗机构和开业医生及时向所在地区报告13种急性传染病。
- 1月25日，中华民国空军飞机18架轰炸江南造船厂等处。炸死市民152人，炸伤166人，炸毁房屋462间，炸沉船只18艘。
- 1月27日，华东军政委员会在上海成立，统一领导山东、江苏、浙江、安徽、福建5省人民政府以及台湾省工作。主席饶漱石。
- 是月，中共中央决定，中共中央华东局与中共上海市委分开。陈毅任中共上海市委第一书记。华东局领导江苏、浙江、安徽、山东、福建5省和上海市。
- 是月，除台湾、西藏外，上海与国内电讯恢复。

### 2月
- 2月3日～7日，上海市工人代表大会召开。7日上海市总工会成立，刘长胜为主席。
- 2月5日，市公安局公布《管理公共娱乐场所暂行规则》，规定公共场所须到公安局登记，核发营业执照。至8月向1533家场所核发营业执照。
- 2月6日，中华民国空军出动包括B-24、B-25等14架轰炸机在内的混合机群共20余架分4批轰炸上海电力公司江边电站（今杨树浦发电厂）、南市华商电气公司、闸北水电公司等目标。炸死军民588人（以上），炸伤军民870人，毁坏厂房、民房约1200间。被称为二六轰炸。2月12日上海各界人民举行反对美蒋飞机轰炸暴行、追悼死难同胞大会。
- 2月20日，上海出现第三次物价波动。政府大量抛售粮食，打击投机、平抑粮价。
- 2月23日～3月21日，经市文物管理委员会普查，全市有各类图书馆117所。

### 3月
- 3月10日，上海市公共交通公司（简称市公交公司）成立。
- 3月10日～14日，上海市第一次农民代表大会召开。14日上海市郊区农民协会成立。
- 3月12日，市长陈毅致电中央，报告上海经济困难情况。建议对上海私营工商业采取调整税收和缓购公债等措施，鼓励发展生产。得到中央人民政府主席毛泽东和中共中央的同意。上海逐步克服困难，恢复生产，稳定局势。
- 3月23日，解放军驻沪空军首次击落侵入上海市区上空的中华民国空军飞机1架。至5月11日共击落6架。
- 是月，国家发行人民胜利折实公债1亿份，分配上海3000万份，至是月全市认购3068万份。
- 是月，苏南松江县被确定为华东新解放区土地改革试点县。松江专区土地改革开始。

### 4月
- 4月1日，华东人民广播电台成立，与上海人民广播电台为一个机构两块牌子。1954年12月31日停止播音。
- 4月20日，全国总工会发表告全国工人书，号召全国工人救济上海失业工人，要求在业工人、职员捐献一日工资。
- 4月27日，市政府拨款10万元，救济失业工人及其家属。
- 是月，上海市失业工人临时救济委员会成立。7月2日改市失业工人救济委员会。到1952年底，救济失业工人80余万人次、家属140多万人次，发放救济米7500多万斤、贷金1.35亿元，安置15.91万失业工人就业。
- 是月，上海第一个国营剧团华东越剧实验剧团成立。

### 5月
- 5月1日，上海邮电和报纸发行开始实行邮发合一。是日《解放日报》《劳动报》《青年报》改由邮局发行。
- 5月10日，市政府召开行政会议，决定5月28日为“上海解放纪念日”。
- 5月17日，中国人民解放军攻占舟山，中华民国国军对上海港口封锁基本解除。
- 5月22日，北市场停业，米商集中在南市场交易。北、南米市场改组为上海市米市场。
- 是月，毛泽东为上海《青年报》题词：“前进！前进！进！”。
- 是月，上海电影制片厂译制出品第一部苏联影片《团的儿子》。
- 是月，上海基督教人士起草《中国基督教在新中国建设中努力的途径》（《三自宣言》）。提出中国基督教的自治、自养、自传，开展三自爱国革新运动。
- 是月，上海新教育学院成立，分批轮训中、小学和补习学校教师。

### 6月
- 6月1日，上海炼油厂成立。
- 6月16日，全市各区人民政府成立。全市有市区20个、郊区10个。
- 6月18日，破获中华民国国防部保密局上海特别组朱山猿行动特务案。
- 6月21日，捷克斯洛伐克驻上海总领事馆开馆。
- 6月25日，朝鲜战争爆发。上海人民纷纷集会反对美国武装干涉朝鲜和对中国进行挑衅。
- 是月，全市经济逐渐好转。到9月申请开业复工的工厂、商店分别增至286家、1033家。

### 7月
- 7月1日，鉴于上海市各区人民政府已全部建立，上海市军管会发出布告，撤销各区接管委员会。
- 7月6～8日，嵊泗列岛海面残匪全部被剿灭，解放军占领全部长江口外岛屿。
- 7月12日，市人民政府公布调整部分行政区划决定。
- 7月15日，1949年后全国第一种英文报纸《上海新闻》创刊。社长兼总编辑金仲华。1952年停刊。
- 7月24～29日，上海市第一届文学艺术工作者代表大会召开。上海市文学艺术工作者联合会（市文联）成立。
- 7月25日，瑞典在沪派驻办理侨务人员。
- 7月28日，上海吴耀宗等基督教爱国人士发表宣言，号召教徒、教会割断与帝国主义的联系，建立自治、自养、自传的教会。中国基督教会三自革新运动由此开始。
- 7月28日，破获中华民国国防部保密局苏浙特别站部长兼“苏浙人民反共自卫纵队”少将司令封企曾武装特务案。

### 8月
- 8月1日，火车上海北站改称铁路上海站。
- 8月7日，印度驻上海总领事馆开馆。
- 8月11日，丹麦在沪派驻办理侨务人员。1953年改设总领事馆。
- 8月12～17日，上海市第一届妇女代表大会召开。上海市民主妇女联合会（市民主妇联）成立，1957年11月改上海妇女联合会。
- 8月15日，中国福利基金会改中国福利会。
- 8月19日，上海市职工教育委员会成立。
- 8月20日，上海人民艺术剧院成立。
- 8月21日，华东人民革命大学附属工农速成中学开学。

### 9月

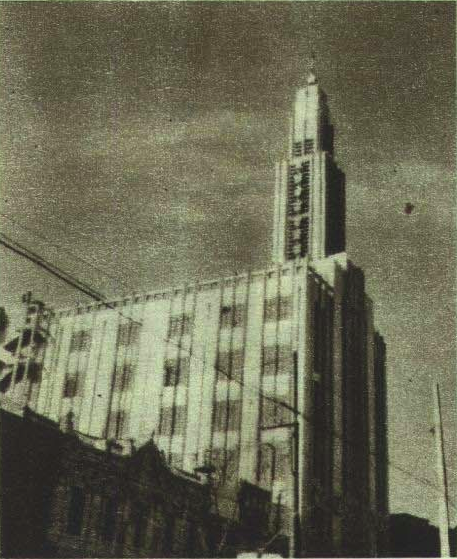
1952年的上海百货公司

- 9月10日，上海市首届劳动模范大会召开，673名劳模代表与会。
- 9月30日，上海工人文化宫开放。
- 是月，市政府颁布《目前处理私娼办法》。

### 10月
- 10月1日，上海市工人文化宫成立。
- 10月上旬，世界民主青年联盟代表团访问上海，由32个国家青年代表团组成。
- 10月16～24日，市第二届第一次各界人民代表会议举行，选举陈毅为市长。选举产生第二届协商委员会，陈毅为主席。经批准，这届代表会议开始代行上海市人民代表大会的职权。
- 是月，上海子弟响应中央号召，参加中国人民志愿军赴朝参战，抗美援朝、保家卫国。朝鲜战争期间，上海有1683人牺牲在朝鲜战场。
- 是月，全市开展以预防天花为主要内容的防疫清结卫生运动，进行全民种痘。3个月中，全市接种106万人次。到1951年7月下旬，宣布全市消灭天花。

### 11月
- 11月30日 中共上海市委部署镇压反革命运动。

### 12月
- 12月5日，上海各界人民抗美援朝、保家卫国代表会议举行。
- 12月6日，瑞士在沪派驻办理侨务人员。1952年1月改设总领事馆。
- 12月16日，美国政府宣布管制中国在美公私财产并禁止一切在美注册的船只开往中国港口。30日，上海市军管会按照中国政府《关于管制美国在华财产冻结美国在华存款的命令》，管制美国在上海的企业并冻结其财产。
- 12月23日，市政府通过《上海市郊区土地改革工作计划》，决定在上海市郊区实施土地改革，并设立郊区土地改革委员会。上海市郊区土地改革开始进行，大批土改工作队下乡帮助工作。后先后颁布《上海市郊区土地改革实施办法》《上海市郊区土地改革中地主多余房屋处理办法》。
- 是年，市卫生局颁布《严格管理麻醉品条例》。1952年7月全市禁烟禁毒。1950～1952年全市破获烟毒案7733件，逮捕烟毒犯1.63万人，查获鸦片2.36万两、海洛因4900两及一批吸、贩、运毒工具。
- 是月，上海市执行政务院《关于统一国家财政经济工作的决定》和《关于统一管理1950年财政收支的决定》，实行高度集中的统收统支财政管理体制，各项财政收支全部纳入国家预算，收入上缴，支出另行审核下拨。
- 是年，卢家湾区改卢湾区。
- 是年，中华牌卷烟面世。
- 是年，上海机床厂研制成功国内第一台万能工具磨床。
- 是年，上海电缆厂研制成功中国第一根国产电缆。
- 是年，中国船舶及海洋工程设计研究院在沪成立。
- 是年，市民政局和公安局实施市政府收容改造城市游民的决定，到1957年全市分期分批收容游民6.38万人。
- 是年，为防治血吸虫病，江苏省青浦县任屯村试打土井，以供农民饮用井水，并在全县推广。
- 是年，金山姚石子、高天梅，海宁朱鹏生，平湖金兆蕃，吴江薛凤昌，以及柳亚子、郑际宣等藏书、藏版共约十三四万册块，由本人或后人捐赠于上海市政府。